# Rudolf Meyer Riefstahl
Rudolf Meyer Riefstahl (* 9. August 1880 in München; † 31. Dezember 1936) war ein deutsch-amerikanischer Kunsthistoriker mit dem Spezialgebiet Islamische Kunst.

## Leben und Werk
Rudolf Meyer-Riefstahl wurde als Sohn des Mediävisten Wilhelm Meyer und der Pauline Riefstahl geboren. Er änderte seinen Namen in Meyer-Riefstahl, um Verwechselungen mit seinem Vater zu vermeiden. Er studierte an der Universität Göttingen, an der auch sein Vater gelehrt hatte und an der Universität Straßburg, wo er 1903 mit magna cum laude zum Dr. phil. promoviert wurde.
Anschließend ging er nach Paris und lehrte bis 1911 als Lektor an der Sorbonne Germanistik. Seine Kenntnis der zeitgenössischen Kunst in Paris nutzte der Galerist Heinrich Thannhauser, der mit Meyers Hilfe eine namhafte Eröffnungsausstellung mit Werken von Degas, Manet, Monet, Pissarro, Renoir und Sisley für München zusammenstellte. Bei der im November 1910 beginnenden Ausstellung Manet and the Post-Impressionists in den Grafton Galleries in London gehörte er, unter anderen neben Roger Fry, zur Ausstellungsleitung.
1910 wurde er zum Generalsekretär einer Ausstellung islamischer Kunst in München berufen, was seine künftige Laufbahn vorbestimmte. Nach Kriegsbeginn ging er 1915 über England in die USA, wo er eine Ausstellung von historischen Textilien für die National Silk Convention in Paterson, New Jersey kuratierte. Seine erste Vorlesung hielt er im Herbstsemester 1916 an der University of California. Nach wechselnden Positionen in den Vereinigten Staaten kam er 1924 als Professor an das neu gegründete Institute of Fine Arts, der Graduiertenschule der Kunstgeschichte der New York University, der er bis zu seinem Tod angehörte. 1924 heiratete er in Chicago Elisabeth Titzel, das Paar hatte eine Tochter und einen Sohn.
Von 1924 bis 1936 unternahmen Rudolf Meyer und Elisabeth Riefstahl als wissenschaftliches Team und zum Teil mit ihren Kindern zahlreiche Forschungsreisen in die Türkei, nach Ägypten, Syrien, Palästina, Jordanien und Italien. Im Sommer 1925 machten sie ihre erste Reise nach Konstantinopel und Anatolien und besuchten Ägypten. Auf einer zweiten Reise 1926 konzentrierten sie sich auf Anatolien und sammelten Material zur seldschukischen Architektur. 1924 und 1927 schenkte Meyer dem Brooklyn Museum islamische Textilien. Zwischen 1927 und 1929 lebten sie fest in Konstantinopel. Neben seiner Forschungstätigkeit lehrte Meyer am Robert College in Konstantinopel. Die Familie wohnte vorübergehend in Rom, als Meyer zum Mitglied des dortigen „Research Institute of the College Art Association“ berufen wurde. 1932 kehrten sie nach New York zurück, doch unternahm Meyer bereits im Sommer 1934 als Stipendiat der Guggenheim Foundation eine Forschungsreise nach Italien, um den orientalischen Einfluss auf die dekorativen Kunst in Süditalien zu untersuchen.
Meyer Riefstahl starb 1936 an einer Lungenentzündung. Seine Frau Elisabeth Titzel Riefstahl setzte die gemeinsame Forschungsarbeit fort.

## Schriften (Auswahl)
- mit Martin Birnbaum: Catalogue of an exhibition of Muhammadan miniature painting. The De Vinne Press, New York 1914
- The Parish-Watson collection of Mohammedan potteries. E. Weyhe, New York 1922
- Persian and Indian textiles from the late sixteenth to the early nineteenth century. E. Weyhe, New York 1923
- Turkish architecture in southwestern Anatolia. Harvard University Press, Cambridge 1931